# Moulins-sur-Céphons
 Moulins-sur-Céphons  es una población y comuna francesa, en la región de  Centro, departamento de Indre, en el distrito de Châteauroux y cantón de Levroux.

## Demografía
| 575 | 493 | 434 | 401 | 356 | 320 |
| Para los censos de 1962 a 1999 la población legal corresponde a la población sin duplicidades (Fuente: INSEE [Consultar]) |     |     |     |     |     |